# Gentleman Jim
Gentleman Jim és una pel·lícula estatunidenca dirigida per Raoul Walsh el 1942 inspirada en la vida del boxejador James J. Corbett. Ha estat doblada al català.

## Argument
Jim Corbett, americà d'origen irlandès, vol millorar el seu estatus. Com fer-ho: ser campió en el món de la boxa, conquerir la filla del seu patró (banquer respectable de la nova burgesia de San Francisco) i ser un gran actor shakespearà. Tot plegat sembla massa, però el seu optimisme, la creença en si mateix així com el seu talent el faran triomfar. Suprema victòria: haurà après a ser modest (cosa que li obrirà el cor d'Alexis Smith): veure l'escena on John L. Sullivan, el campió sortint i vençut, li dona el seu cinturó. Corbett, humil, li retrà el més bonic dels homenatges.

## Anàlisi
L'heroi és estimat secretament per la dona que cobeja. Però aquesta última no pararà, al llarg de la pel·lícula, de posar-lo a la prova. I és només al final, quan l'heroi ha triomfat sobre tots els seus adversaris, i sobretot quan ha vist que sota el seu aspecte orgullós i desvergonyit, és un home lleial, quan s'hi lliura. És doncs ella qui tria. De seguida aquesta revelació, la integra de manera instantània en el seu clan familiar: «Faràs una excel·lent Corbett», li diu. Aquesta rapidesa, aquest brusc canvi de to i aquesta voluntat de no fer durar massa temps una escena emocionant és característica de l'estil de Walsh: «Els elements melodramàtics li pesen, però es mostra sovint sensible a matisos tràgics».
A ‘‘Gentleman Jim‘‘, l'escenificació no és mai posada en valor, intenta constantment ser la més justa possible.
‘‘Gentelman Jim‘‘ és una pel·lícula ràpida. Però aquesta rapidesa mai no és confosa amb precipitació i té sempre un sentit lògic: «Acció, acció, acció, que la pantalla sigui sense parar plena d'esdeveniments. Coses lògiques en una seqüència lògica» (Walsh).

## Repartiment
- Errol Flynn: James J. Corbett
- Alexis Smith: Victoria Ware
- Jack Carson: Walter Lowrie
- Alan Hale: Pat Corbett
- John Loder: Carlton De Witt
- William Frawley: Billy Delaney
- Minor Watson: Buck Ware
- Ward Bond: John L. Sullivan
- Madeleine Lebeau: Anna Held
- Rhys Williams: Harry Watson
- Arthur Shields: pare Burke
- Dorothy Vaughan: Ma Corbett

I, entre els actors que no surten als crèdits :
- Pat Flaherty: Harry Corbett
- James Flavin: George Corbett
- Mary Gordon: Mrs. Casey
- Fred Kelsey: Sutro
- Mike Mazurki: Jake Kilrain

## Al voltant de la pel·lícula
El tema de la boxa ha donat diverses pel·lícules De Hollywood: The Set-Up de Robert Wise, Cos i ànima de Robert Rossen, muntatge de R. Parrish, Ciutat daurada de John Huston (que va declarar: «Si hi ha una pel·lícula que mai no he oblidat és Gentleman Jim o Raging Bull de Martin Scorsese.